# Religion in Papua-Neuguinea
Religion in Papua-Neuguinea umfasst die weit verbreiteten christlichen Religionsgemeinschaften, zu denen gemäß der Volkszählung von 2011 insgesamt 95,6 Prozent der 7,3 Millionen Einwohner Papua-Neuguineas gezählt werden. Weniger als 2 % waren Nichtchristen, während 3 % keine Religion angaben.
Die Verfassung des Landes hebt die Tradition und christliche Prinzipien hervor und garantiert die Religionsfreiheit als Verfassungsgut.

## Christentum

### Mission
1852 begann der erste Versuch römisch-katholischer Mission auf der Insel Umboi, der aber scheiterte. In den folgenden Jahrzehnten versuchten sich verschiedene katholische Orden, die Methodisten und ab 1882 auch die lutherische Neuendettelsauer Mission. 1895 begann die Arbeit der noch heute sehr aktiven katholischen Steyler Mission. Der Erste Weltkrieg brachte Rückschläge für die Mission mit sich, da die deutschen Missionare, auf deren Schultern ein großer Teil der Arbeit ruhte, weitgehend das Land verlassen mussten. Ähnlich verhielt es sich während des Pazifikkrieges unter der japanischen und der australisch-amerikanischen Besatzung.
Während der australisch-britischen und der deutschen Kolonialzeit waren den Kirchen jeweils bestimmte Regionen zugewiesen, was zu einer starken Identifizierung von ethnischsprachlichen Gruppen mit bestimmten Konfessionen führte.
In einigen Gegenden wurden die indigene Gottesnamen in den christlichen Glauben integriert. So übernahmen die lutherischen Missionare in Finschhafen das Wort Anutu als Bezeichnung für Gott, bzw. Anut in der Madang-Region.
Die Missionierung des Hochlandes von Papua-Neuguinea begann nach dem Ersten Weltkrieg. 
Baptistische Missionare kamen 1949 von Australien und Neuseeland nach Papua-Neuguinea. 1956 konstituierte sich die erste Gemeinde dieser Freikirche mit 87 getauften Mitgliedern. Die 1977 gegründete Baptist Union of Papua New Guinea umfasste im Jahr 2020 489 lokale Gemeinden mit rund 84.000 Mitgliedern. Die Union gehört dem Baptistischen Weltbund und seiner regionalen Untergliederung Asia Pacific Baptist Federation an. Eine Reihe unabhängiger Baptistengemeinden sind seit 1961 ebenfalls im Inselstaat tätig.
1927 gab es im ganzen Land etwa 500 christliche Missionare, 1971 waren es 3500 und im Jahr 2001 2800 Personen. Seither nimmt die Zahl der ausländischen Missionare weiter ab, weil einheimische Christen zunehmend pastorale, pädagogische und medizinische Aufgaben in den lokalen Kirchen, Schulen und im Gesundheitswesen übernehmen.

### Heutiges Christentum
Zwischen 2000 und 2011 lag der Anteil der Christen konstant bei 96 %. Gemäß der Volkszählung 2000 waren 27 % der Einwohner römisch-katholisch, 19,5 % Mitglieder der Evangelisch-Lutherischen Kirche von Papua-Neuguinea, 11,5 % der Einwohner waren Mitglieder unierter Kirchen, 10 % der Siebenten-Tags-Adventisten, 8,6 % der Pfingstler, 5,2 % Mitglieder weiterer Kirchen der Evangelischen Allianz, 3,2 % der Anglikaner und 2,5 % der Baptisten. Andere protestantische Konfessionen machen 8,9 % der Gesamtbevölkerung aus. 
Folgende sieben mitgliederstarke christliche Religionsgemeinschaften haben sich im Papua New Guinea Council of Churches zusammengeschlossen: die CBC Membership (Römisch-katholisch), die Evangelical Lutheran Church of Papua New Guinea, deren Gründungsgeschichte auf das bayerische Neuendettelsauer Missionswerk zurückgeht; die United Church in Papua New Guinea, die methodistische und presbyterianische Wurzeln hat; die Anglican Church of Papua New Guinea, die Baptist Union, die Gutnius Lutheran Church und die Salvation Army. 
Die Liebenzeller Mission schult einheimische Mitarbeitender und unterstützt Kinder und Jugendliche in Armutsverhältnissen. Die katholische Kirche ist noch zu einem kleinen Teil auf ausländischen Klerus angewiesen. Die 1974 von der Swiss Evangelical Brotherhood Mission (SEBM) gegründete Evangelical Brotherhood Church (EBC) umfasste 2012 über 100.000 Papuas und beschäftigte 173 einheimische Pastoren und 1.800 Sonntagschullehrer. Nachdem in den 1970er Jahren 80 Schweizer und deutsche Missionare tätig waren, waren 2012 nur noch 41 westliche Mitarbeitende vorwiegend in Unterstützungs- und Beratungsdiensten aktiv, die aber tendenziell weiter abnehmen. Oft sind christliche Glaubensinhalte noch mit Vorstellungen verbunden, die ihren Ursprung in indigenen Religionen haben.

## Nichtchristliche Religionen
Nichtchristliche Religionen haben wenig Bedeutung. Zwischen 2000 und 2011 lag der Anteil der Nichtchristen konstant bei weniger als 2 %.
Ab 1954 bildeten australische Einwanderer erste Bahai Gemeinden und 1969 wurde der erste Nationale Geistige Rat gewählt. 2024 wurde der erste Bahaitempel in der Hauptstadt Port Moresby eingeweiht. Es gibt rund 60 000 Bahai, die weniger als 1 % der Bevölkerung ausmachen.
Seit den 1970er Jahren wanderten Moslems ein, es sind aber auch einige Einheimische konvertiert. 1981 wurde die Muslim Association of Papua New Guinea gegründet. Das erste islamische Zentrum wurde 1988 gebaut. Es gibt etwa 5 000 Gläubige, die meisten sind Arbeiter in Port Moresby.
Die jüdische Gemeinde in Port Moresby (Messianic group) zählt etwa 800 Mitglieder, von denen fast 40 Prozent einheimische Konvertiten sind.
Hindus und Buddhisten spielen in Papua-Neuguinea eine untergeordnete Rolle.

## Indigene Religionen
Entsprechend der großen sprachlichen und kulturellen Vielfalt Papua-Neuguineas (ca. 800 Sprachen) lassen sich nur wenig allgemeingültigen Aussagen über die ethnischen Religionen der Papuavölker Neuguineas machen.
Die spirituelle Verehrung von Kulturpflanzen, Schöpfung, Vergänglichkeit und Fruchtbarkeit spielen überall in den melanesischen Religionen vorrangige Rollen, auch wenn damit ganz unterschiedliche Vorstellungen verbunden sind. Dies gilt ebenso für die Zweiteilung der Geister in Natur- und Ahnengeister, die zentrale Bedeutung des Ahnenkultes in Zusammenhang mit einer dem Diesseits ähnlichen Jenseitsvorstellung, die Mythologie mit zentralen urzeitlichen Schöpferwesen und Kulturheroen, die Idee der auf den Menschen übertragbaren göttlichen Macht „Mana“ und die kultischen Geheimbünde, die für bestimmte Rituale und soziale Aufgaben zuständig sind. Zudem existieren auch die für Melanesien dokumentierten Cargo-Kulte, von denen sich die Menschen erhoffen, dadurch in den Besitz westlicher Waren zu gelangen, die die Ahnen eigentlich für sie erschaffen hätten.
Stark ist der Glaube an die Feldbaumagie mit ihren Fruchtbarkeitsriten, wie sie Jensen am Beispiel der Kiwai beschreibt.
Besondere Aufmerksamkeit europäischer Forscher genoss lange Zeit die für Neuguineas Ethnien typische rituelle Kopfjagd. Allerdings führte dies zu einer deutlichen Überbewertung dieses Elementes. Die Kopfjagd wurde entweder von Einzelnen oder bei organisierten Kriegszügen durchgeführt. Man tötete dabei Fremde speziell mit dem Ziel, den Kopf zu erbeuten. Die Glaubensvorstellungen, die sich hinter der Kopfjagd verbargen, waren sehr komplex. Es ging neben dem Ansehen oder Rache und Machtdemonstration auch um die Erfüllung von Initiationsbedingungen für junge Männer. Schließlich spielte auch die Aneignung des im Kopf des Toten vermuteten Mana eine wichtige Rolle. Bekannt für die Kopfjagd und einen aufwändigen Schädelkult wurden die im südwestlichen Tiefland Neuguineas lebenden Asmat. Im nordöstlichen Neuguinea etwa gibt es hölzerne Ahnenfiguren namens kowar, die mit Menschenschädeln versehen sind. Heute ist die Kopfjagd weitestgehend verschwunden.
Ebenfalls große Bekanntheit in der Ethnologie erlangten die sogenannten Dema-Gottheiten aus Süd-Neuguinea (vgl. hierzu stellvertretend: Marind-anim). Es handelt sich dabei um die Vorstellung, dass aus den Teilen eines toten und zerstückelten Schöpferwesens neue, überlebenswichtige Dinge entstehen; etwa die für die dortigen Gartenbaukulturen wichtigen Kulturpflanzen.
Typisch für viele Ethnien auf Neuguinea sind auch die Männerhäuser (in Tok Pisin Haus Tambaran genannt) mit ihren hohen Giebelbalken, die sehr kunstvoll ausgestaltet sind. Sie fungieren als Versammlungshäuser bei religiösen und politischen Anlässen; für große sakrale Feierlichkeiten stehen gegebenenfalls auch andere Kulthäuser zur Verfügung.

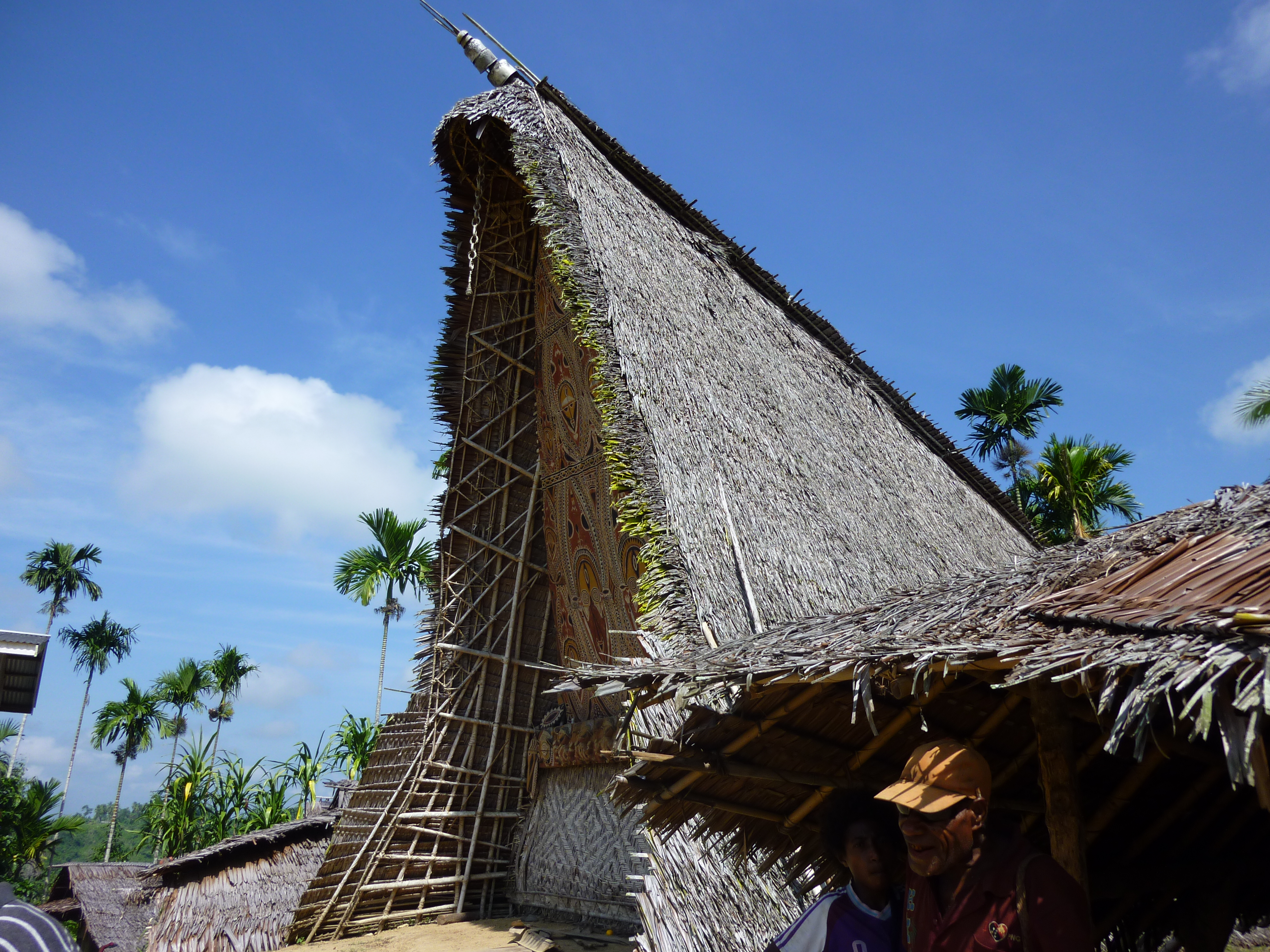
Haus Tambaran in Apangai, Maprik Distrikt, Ost-Sepik-Region, 2012
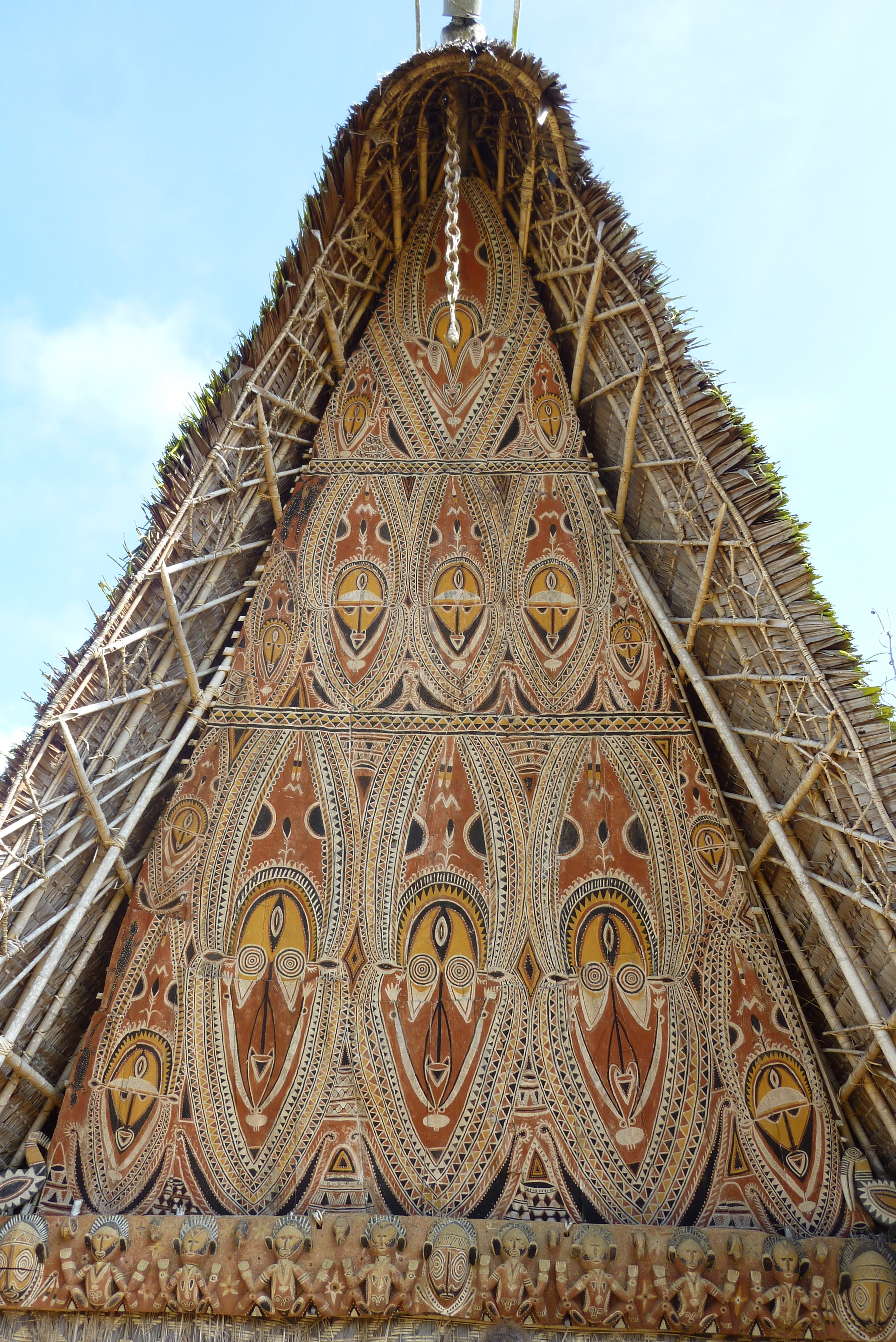
Haus Tambaran, Apangai - Giebel
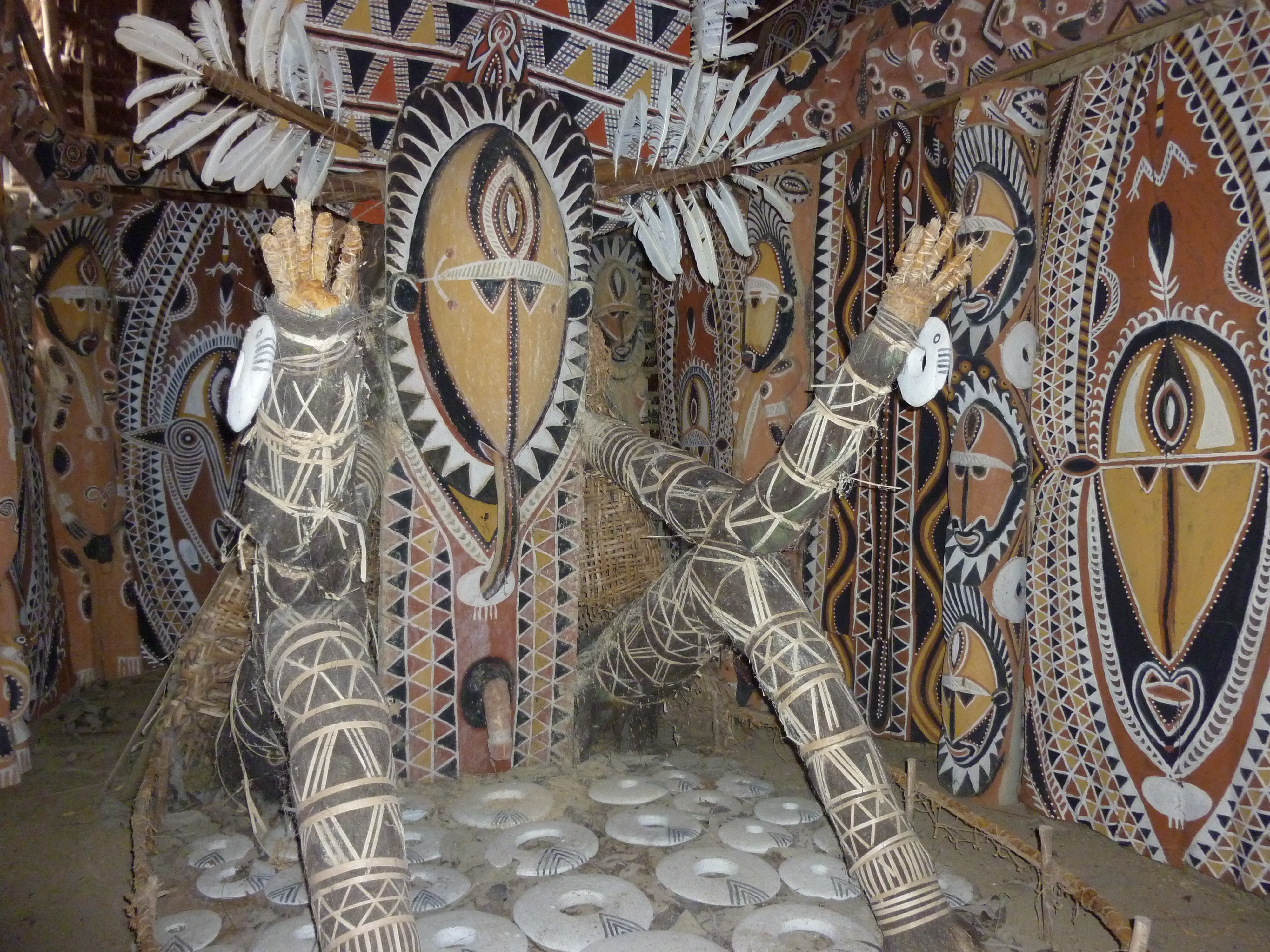
Haus Tambaran, Innenraum

## Hexenglaube
In Neuguinea herrscht ein Glaube an Magie (bzw. magische Fähigkeiten einzelner), die sich in der traditionellen Musik Neuguineas ausdrücken und die auch noch für die christlichen Bevölkerungsteile oft eine große Rolle spielen. Die Missionsgeschichte des Landes war sehr kurz und betrug in vielen Gegenden nur wenige Jahrzehnte. Bekannt ist in dem Zusammenhang auch eine besondere Form der Schadensmagie, Sanguma. Die Einheimischen glauben, dass Krankheiten und Unglück auf dem Wirken von masalai beruhen: Dunkle Geister, die sich an einen Menschen heften und ihn vergiften. Die Initiationen der Jugendlichen sind als religiöse Stadien der Welterkenntnis konzipiert, die zur Transformation der Persönlichkeit innerhalb der als diskontinuierlich erfahrenen Welt führen sollen, wobei das Verhältnis zu der Welt der Geister mit Kenntnis und Gebrauch von Magie und von besonderer Bedeutung ist, die als Schadzauber, Heil- und Wirtschaftsmagie auftritt. Mit der Persönlichkeitserweiterung steigt auch der Status der betreffenden Person, denn sie teilt nun das Wissen der Geister und ist mit ihnen vertraut. Das ist vor allem für die Identifikation des Clans und dessen Landrechte wichtig, die nicht zuletzt von den Ahnen gewährleistet werden.
In Papua-Neuguinea werden (Stand 2024) regelmäßig Frauen der Hexerei beschuldigt, verfolgt und ermordet. Institute wie das Missio Aachen oder die einheimische Organisation Stop Sorcery Violence von Monica Paulus versuchen dort Frauen vor der modernen Hexenverfolgung zu retten.